# Casa del Mutilato
La Casa del Mutilato est un bâtiment situé à Naples, sur la place Matteotti, la via Guantai Nuovi et la via Diaz (où se trouve l'entrée). 
Le bâtiment, commandé par l'Association nationale des Personnes Mutilées et Invalides de Guerre, a été construit entre 1938 et 1940 et inauguré peu de temps après le déclenchement de la Seconde Guerre mondiale . 

## Description
Le projet de Maison des Mutilés a été confié à Camillo Guerra. L'entrée a été volontairement décentrée pour faire face à l'imposant Palazzo delle Poste . 
Le hall d'entrée est caractérisé par l'escalier monumental surmonté de la statue de la Victoire (thème récurrent de la période fasciste). Les façades sont construites en piperno, tandis que sur les côtés de l’entrée, placés pour délimiter le portail, se trouvent deux blocs, toujours en piperno, sculptés par Vico Consorti et Giuseppe Pellegrini.  L'entrée, l'intérieur et en particulier la salle des assemblées montrent un apparat décoratif en l'honneur du parti fasciste avec des thèmes tels que le travail, la victoire, la marche sur Rome et la conquête de la Libye et les aigles Romains (symbole de l'empire) dans le Salon d'Honneur.  